# Teglio
Teglio (lombardul: Tej, németül: Tell, romansul: Tegl) település Olaszországban, Sondrio megyében. Lakosainak száma 4515 fő (2023. január 1.). Teglio Aprica, Bianzone, Castello dell’Acqua, Chiuro, Corteno Golgi, Paisco Loveno, Ponte in Valtellina, Schilpario, Valbondione, Vilminore di Scalve, Villa di Tirano és Brusio községekkel határos.

## Népesség
A település népességének változása:
| Lakosok száma | 4521 | 4534 | 4515 |
|               | 2017 | 2018 | 2023 |